# New Boyz
New Boyz je američki hip hop sastav kojeg su osnovali Earl "Ben J" Benjamin (rođen 13. listopada 1991.) i Dominic "Legacy" Thomas (rođen 12. listopada 1991.) iz Hesperije, Kalifornije. Svoj prvi studijski album objavili su u rujnu 2009. godine pod nazivom Skinny Jeanz and a Mic. Drugi album Too Cool to Care su objavili u svibnju 2011. godine.

## Diskografija

### Studijski albumi
| Album                  | Detalji o albumu                                                                                              | Završne pozicije na top ljestvicama | Završne pozicije na top ljestvicama | Završne pozicije na top ljestvicama |
| Album                  | Detalji o albumu                                                                                              | SAD                                 | SAD R&B                             | SAD Rap                             |
| ---------------------- | --- | ----------------------------------- | ----------------------------------- | ----------------------------------- |
| Skinny Jeanz and a Mic | - Objavljeno: 15. rujna 2009. - Diskografska kuća: Shotty, Asylum Records - Formati: CD, digitalni download   | 56                                  | 12                                  | 8                                   |
| Too Cool to Care       | - Objavljeno: 17. svibnja 2011. - Diskografska kuća: Shotty, Asylum Records - Formati: CD, digitalni download | 41                                  | 9                                   | 7                                   |

### Singlovi
| Singl                                                                                      | Godina | Završne pozicije na top ljestvicama | Završne pozicije na top ljestvicama | Završne pozicije na top ljestvicama | Završne pozicije na top ljestvicama | Završne pozicije na top ljestvicama | Završne pozicije na top ljestvicama | Završne pozicije na top ljestvicama | Završne pozicije na top ljestvicama | Certifikacije     | Album                  |
| Singl                                                                                      | Godina | SAD                                 | SAD R&B                             | SAD Rap                             | SAD Pop                             | AUS                                 | KAN                                 | NZ                                  | UK                                  | Certifikacije     | Album                  |
| ------------------------------------------------------------------------------------------ | ------ | ----------------------------------- | ----------------------------------- | ----------------------------------- | ----------------------------------- | ----------------------------------- | ----------------------------------- | ----------------------------------- | ----------------------------------- | ----------------- | ---------------------- |
| "You're a Jerk"                                                                            | 2009.  | 24                                  | 13                                  | 4                                   | —                                   | —                                   | —                                   | —                                   | —                                   | - SAD: Platinasta | Skinny Jeans and a Mic |
| "Tie Me Down" (featuring Ray J)                                                            | 2009.  | 22                                  | 42                                  | 5                                   | 23                                  | —                                   | —                                   | —                                   | —                                   | - SAD: Platinasta | Skinny Jeans and a Mic |
| "Break My Bank" (featuring Iyaz)                                                           | 2010.  | 68                                  | 63                                  | 10                                  | —                                   | —                                   | —                                   | —                                   | —                                   |                   | Too Cool to Care       |
| "Backseat" (featuring The Cataracs & Dev)                                                  | 2011   | 26                                  | —                                   | 12                                  | 17                                  | 89                                  | 52                                  | 30                                  | 55                                  | - SAD: Platinasta | Too Cool to Care       |
| "Better With the Lights Off" (featuring Chris Brown)                                       | 2011   | 59                                  | —                                   | 13                                  | 32                                  | —                                   | —                                   | —                                   | —                                   |                   | Too Cool to Care       |
| "—" znači da singl nije objavljen u tom području ili da nije dospio je glazbenu ljestvicu. |        |                                     |                                     |                                     |                                     |                                     |                                     |                                     |                                     |                   |                        |

### Promotivni singlovi
| Singl                         | Godina | Završne pozicije na top ljestvicama | Album            |
| Singl                         | Godina | SAD                                 | Album            |
| ----------------------------- | ------ | ----------------------------------- | ---------------- |
| "Crush On You" (featuring YG) | 2011.  | -                                   | Too Cool to Care |

## Nagrade i nominacije
| Godina | Nagrade    | Kategorija     | Rezultat   |
| ------ | ---------- | -------------- | ---------- |
| 2010.  | BET Awards | Najbolja grupa | nominacija |

## Vanjske poveznice
- Službena stranica
- New Boyz na MySpaceu
- New Boyz na Twitteru